# Ferdinand Stransky
Ferdinand Stransky, né le 16 septembre 1904 dans le quartier de Viehofen (de) à Sankt Pölten, et mort le 30 décembre 1981 à Tulln an der Donau, est un artiste-peintre autrichien.

## Biographie
Ferdinand Stransky est né en 1904 à Viehofen à St. Pölten, où il a grandi avec sa jeune sœur Maria avec sa grand-mère et sa grand-tante après la mort de sa mère. 1919-1923, il a participé à la Restaurierschule à l'Académie de Vienne et a étudié avec Serafin Maurer, qui a eu lieu, mais par l'enthousiasme de son élève pour Oskar Kokoschka peu. Après avoir étudié Stransky avait travaillé comme restaurateur, mais déjà vendu leur propre travail. Sur la recommandation du sculpteur Georg Ehrlich, il a été intronisé au 1937e Hagenbund
Après la guerre, il est devenu un membre de la Sécession et a été l'un des fondateurs du groupe d'artistes " The Circle". Sa vie il a obtenu comme restaurateur pour la Galerie Saint- Lucas (jusqu'en 1979), mais comme un peintre a été plus en plus reconnue. Parrainé par des historiens de l'art reconnus comme Otto Benesch et Hans Aurenhammer, il a participé à Sao Paulo (1957) et de Tokyo (1963) aux biennales. En conséquence, plusieurs de ses œuvres provenant de collections publiques et privées ont été acquises.
Stransky se voyait comme un continuateur de la tradition de la peinture autrichienne de Gerstl, Kolig et Boeckl. Le point de départ et les préoccupations artistiques de sa peinture a été la transformation de la couleur de la matière dans la forme bâtie. Avec son 1,966 écrit publié « De l'étude rigoureuse de la nature par l'expressionnisme à la conception pure, " il a décrit sa propre carrière avec justesse comme un peintre. Le point de son développement artistique de départ était l'étude de la nature, des autoportraits, nus, la seconde comme une étape cruciale que l'expressionnisme dans la confrontation avec la tradition autrichienne - Kokoschka, Gerstl, Boeckl, Kolig, Wiegele - suivi.
Trouver la «forme» était Stransky que la vraie chose son art, qu'il cherchait une manière toujours nouvelle. Mais il n'a pas apprécié tant la forme finale, terminée, mais la forme de la fin, et les changements de forme. Selon sa théorie toute œuvre d'art avait-elle inhérente à elle « forme significative » à la suite d'un moulage créatif créatif.
L'artiste a reçu le Prix d'encouragement de la Fondation Theodor Körner (1960), le Prix de la culture de la Ville de Vienne pour la peinture (1962), le prix Nobel pour les arts visuels de la province de Basse-Autriche (1965) et a reçu le Prix autrichien pour les arts visuels de 1973 (1974) décerné. Sur son 70e anniversaire une rétrospective a eu lieu à la Sécession de Vienne.
Ferdinand Stransky était marié depuis 1926 avec Hélène (Helly) Wilhelmine Freisl et père de trois enfants, Hubert et Pierre et Sonja, né en 1957. En 1966, il construit en Katzelsdorf, ci-dessous les Kogels Tulbinger, une maison de campagne. Il est mort en 1981 à l'hôpital de Tulln à l'âge de 77 ans à la suite d'une hémorragie cérébrale et a été enterré dans une tombe d'honneur de la ville de Vienne au cimetière central de Vienne. Pour fêter ses rétrospectives Geburtages 80e ont eu lieu à Linz, Vienne, Mödling, St. Pölten et au Schallaburg. Dans St. Pölten-Weitern une rue a été nommé d'après Ferdinand Stransky. À son 100e anniversaire en 2004, a présenté la galerie Maier à Innsbruck et le nord-Landesmuseum - avec environ 40 œuvres de leurs propres collections de stock - expositions sur la vie et l'œuvre de l'artiste.